# 奧斯瓦爾德·斯賓格勒
奧斯瓦爾德·阿莫德·哥特弗里德·斯賓格勒（德語：Oswald Arnold Gottfried Spengler，1880年5月29日—1936年5月8日），德國歷史哲學家、文化史學家及歷史政治作家。
《西方的沒落》是斯賓格勒於1918-1922年出版的世界史著作，在這本書中，他反對將人類歷史看作總是不斷進步的直線型敘述（eine lineare Geschichtsschreibung），認為文化是一個有機體，文明在會經歷新生、發展、繁榮之后，最終也會像其他有死的事物一樣衰亡，而西方文明已經越過了它的頂點，正处于衰落之中。本书出版之后成為歐洲和美國的暢銷書，也引起了很大的爭議。
《西方的沒落》之后，他出版了《普鲁士和社会主义》等书，但在德国之外影响很小。他支持德国统治欧洲，认为这是拯救西方文明的正途。有些人將他視為保守革命的思想大師；而有些人（如戈培尔）則把他看作是納粹主義的思想先驱，但他並不支持希特勒的納粹主義，在1933年被纳粹驱逐。
1934年出版《決定時刻：德國與世界歷史的演變》，旋即成为畅销书。本书批评了自由主义，但也批评纳粹的社会达尔文主义和反犹主义。他认为反犹主义的根源是对其他民族能力的嫉妒和本民族的无能。他在1936年预言了德国在十年之后将不复存在。虽然文化神秘主义在他的作品中扮演重要角色，但斯宾格勒一直反对纳粹的伪科学种族主义，并强调有意义的单位是文化而不是生物种族。因此该书后来在德国也被禁。作为德国的国家主义者，他认为纳粹的国家主义太狭隘，因此不足以担任统领欧洲的重任。本书也警告一场世界大战即将来临，西方文明要遭受重大威胁。
斯賓格勒对后来的一些歷史學家影響很大，諸如阿諾爾得·湯恩比和法蘭茲·鮑克瑙（Franz Borkenau），但他的著作並沒有成為當今歷史科學（Geschichtswissenschaft）的奠基之石。

## 軼事
- 儘管有哲學碩士學位，但他畢業後的日常工作是在一所中學教數學。
- 在得到了母親的遺產後，斯賓格勒辭掉了他的教師工作，並開始哲學寫作的生涯。不幸的是由於他的遺產大多數都是美國股票，在一次大戰之後就被美國政府凍結，這導致了在《西方的沒落》出版前，他都在慕尼黑的一個閣樓裡過著窮困的生活。
- 在《西方的沒落》出版後，斯賓格勒不但賺取了大量的版權費使他可以脫離貧困生活，由此得到的名氣也讓他可以與當時的德國政治人物談話並提供建議，例如德國陸軍司令漢斯·馮·西克特。[6]

## 延伸閲讀
- 比较史学
- 世界史
- 文化史
- 尼古拉·丹尼列夫斯基
- 阿诺尔德·J·汤因比

## 中文出版
- 《西方的沒落》（全二卷），2006-10，譯者：吳瓊，上海：上海三聯書店（簡體中文）
- 《決定時刻：德國與世界歷史的演變》，2009-8，譯者：郭子林、赵宝海、魏霞，上海：格致出版社，上海人民出版社（簡體中文）